# 43706 Iphiklos
43706 Iphiklos è un asteroide troiano di Giove del campo greco. Scoperto nel 1973, presenta un'orbita caratterizzata da un semiasse maggiore pari a 5,1601324 UA e da un'eccentricità di 0,0865216, inclinata di 13,47001° rispetto all'eclittica.
L'asteroide è dedicato a Ificlo, uno degli argonauti.